# 徵瑞
徵瑞（1734年—1815年），苏完富察氏，内务府正白旗滿洲人，清朝政治人物。
筆帖式出身。早年擔任圓明園苑副、苑丞等職。乾隆三十八年（1773年）任內務府員外郎。乾隆四十三年（1778年）升杭州織造。乾隆四十七年（1782年）任長蘆鹽政，管理天津鈔關稅務。乾隆五十一年（1786年）管理兩淮鹽政。乾隆五十四年（1789年）任蘇州織造，兼管滸墅關稅務。
乾隆五十六年（1791年），署江寧織造。乾隆五十八年（1793年），任長蘆鹽政，管理天津鈔關稅務。英國馬戛爾尼使團訪華期間，奉命在天津接待，并派天津道喬人傑、通州協副將王文雄前往大沽口迎接。乾隆六十年（1795年），調蘇州織造，兼管滸墅關稅務。此後再任兩淮鹽政、長蘆鹽政等。
嘉慶九年，任奉宸苑卿。嘉慶十四年（1809年），任總管內務府大臣。先後管理織染局、雍和宮事務。同年任鑲藍旗漢軍副都統。嘉慶十八年（1813年）任工部右侍郎兼錢法堂事務。次年升工部左侍郎，管理造辦處事務。